# Bidasoa
El Bidasoa és un riu basc que neix als Pirineus, a la localitat d'Erratzu (terme municipal de Baztan) a la unió de les regates Izpegi i Iztauz. Des de la seua capçalera i fins a la localitat d'Oronoz-Mugairi se l'anomena «riu Baztan» on dona nom a la comarca navarresa de la Vall de Baztan. A partir d'allà, rep el nom de «riu Bidasoa».
Al llarg del seu recorregut rep nombrosos rius, regates i afluents com la regata Ceberia, el riu Ezkurra, el barranc Iruribieta, al riu Latsa, i a continuació s'uneixen a ell la regata Etxalar, el rierol Arregi i l'Onin.
A territori navarrès arriba fins a Endarlaza per a passar durant deu quilòmetres a marcar la frontera guipuscoana i labortana entre Espanya i França, i acabar desembocant en la Mar Cantàbrica, entre Hendaia (França) i Hondarribia.
Al mig del riu hi ha l'Illa dels Faisans, que pertany en condomini als dos estats.
El Bidasoa és un riu basc conegut per la pesca de truita i salmó.